# Абадиди
Абадиди (шп. Abadí) су мухамеданска династија која је владала јужном Шпанијом од 1023. до 1091. Чланови династије су:
- Абад I
- Абад II
- Абад III

Са престола ју је збацила династија Алморавида